# 丁慰慈
丁慰慈（1915年7月26日—2007年8月5日），外交家，生於中國貴州省貴定縣，畢業於中央政治學校，曾任中华民国驻苏联使馆三等祕書等职 ，并著有《蘇俄見聞錄》。
於1979年退休後，擔任中華民國阿拉伯文化經濟協會顧問。